# Campeonato de Escocia de Rugby 1999-00
El Campeonato de Escocia de Rugby (Premiership One) de 1999-2000 fue la vigésimo séptima edición del principal torneo de rugby de Escocia.

## Sistema de disputa
El torneo se disputó en formato de todos contra todos en la que cada equipo enfrentó a cada uno de sus rivales.
El equipo que al finalizar el torneo obtuviera mayor cantidad de puntos, se coronó como campeón del torneo, mientras que los últimos dos descendieron a segunda división.

## Clasificación
| Pos. | Equipo            | Encuentros | Encuentros | Encuentros | Encuentros | Tantos | Tantos | Tantos | Puntos |
| Pos. | Equipo            | PJ         | PG         | PE         | PP         | F      | C      | Dif    | Puntos |
| ---- | ----------------- | ---------- | ---------- | ---------- | ---------- | ------ | ------ | ------ | ------ |
| 1.º  | Heriot's FP       | 18         | 16         | 0          | 2          | 707    | 274    | +433   | 74     |
| 2.º  | Glasgow Hawks     | 18         | 13         | 0          | 5          | 566    | 277    | +289   | 63     |
| 3.º  | Melrose RFC       | 18         | 11         | 0          | 7          | 446    | 396    | +40    | 52     |
| 4.º  | Currie Chieftains | 18         | 10         | 0          | 8          | 436    | 442    | -6     | 52     |
| 5.º  | Gala RFC          | 18         | 9          | 0          | 9          | 435    | 409    | +26    | 46     |
| 6.º  | Hawick RFC        | 18         | 9          | 1          | 8          | 473    | 452    | +21    | 46     |
| 7.º  | Jed-Forest RFC    | 18         | 8          | 1          | 9          | 361    | 416    | -55    | 43     |
| 8.º  | Watsonians        | 18         | 6          | 0          | 12         | 395    | 490    | -95    | 36     |
| 9.º  | Kelso RFC         | 18         | 5          | 0          | 13         | 323    | 531    | -208   | 27     |
| 10.º | West of Scotland  | 18         | 2          | 0          | 16         | 276    | 687    | -411   | 13     |

|  | Campeón.    |
|  | Descendido. |

| Bandera de Escocia  |
| Campeón Heriot's FP |
| Tercer título       |